# Casa Bartolomé Guasch
La Casa Bartolomé Guasch és una obra modernista de Sabadell (Vallès Occidental) protegida com a Bé Cultural d'Interès Local.

## Descripció
Habitatge unifamiliar de dos cossos i que consta de planta baixa i dos pisos. L'estructura de l'edifici recorda als casals fets pels mestres d'obres. Destaca l'ornamentació de la façana, que presenta elements de gust modernista. Aquests se situen en l'emmarcament de les obertures (la zona de la llinda) i estan realitzats a partir de l'estuc, marcant un joc de línies ondulants amb decoració amb esgrafiats i peces de ceràmica vidriada als extrems inferiors. L'acabament de la façana, situat sobre una cornisa, presenta una decoració seguint formes ondulants.

## Història
L'edifici restà força temps en desús essent rehabilitat l'any 1986.